# Peleteria flavobasicosta
Peleteria flavobasicosta là một loài ruồi trong họ Tachinidae.